# Lars Lagerbäck
Lars Edvin "Lasse" Lagerbäck (né le 16 juillet 1948 à Katrineholm en Suède) est un entraîneur de football suédois.

## Biographie
Entre 1997 et 2000, il était l'assistant de Tommy Söderberg, lorsque celui-ci était l'entraîneur principal. 
Après l'Euro 2000, Lagerbäck et Söderberg étaient tous les deux également en charge. Sous leur direction, la Suède se qualifia pour la Coupe du monde 2002 puis l'Euro 2004. 
Sélectionneur de l'équipe nationale du Nigeria en 2010, il dirige l'équipe d'Islande à partir de 2011, et à partir de 2014 en tant que co-sélectionneur avec son ex-adjoint Heimir Hallgrímsson. Il quitte la sélection à la suite de l'Euro 2016 après avoir amené l'Islande jusqu'en quarts de finale de la compétition en battant notamment l'Angleterre en huitième de finale. 
L'année suivante, il rejoint l'équipe de Norvège et obtient rapidement des résultats très honorables, en particulier en Ligue des nations.
Le 3 décembre 2020, la fédération norvégienne met fin à son contrat, Lagerbäck ayant échoué à qualifier la sélection pour l'Euro 2020. Il est remplacé par Ståle Solbakken.